# Трент Вудс (Северна Каролина)
Трент Вудс (енгл. Trent Woods) град је у америчкој савезној држави Северна Каролина.

## Демографија
По попису из 2010. године број становника је 4.155, што је 37 (-0,9%) становника мање него 2000. године.
| Група             | 2000.         | 2010.         |
| Белци             | 4.079 (97,3%) | 3.943 (94,9%) |
| Афроамериканци    | 45 (1,1%)     | 80 (1,9%)     |
| Азијати           | 16 (0,4%)     | 23 (0,6%)     |
| Хиспаноамериканци | 27 (0,6%)     | 59 (1,4%)     |
| Укупно            | 4.192         | 4.155         |